# Tiki Island village. Utah
Tiki Island village je [[{{{tip}}}]] u američkoj saveznoj državi Teksas. Prema popisu stanovništva iz 2010. u njemu je živjelo 968 stanovnika.